# Церемонија отварања Свјетског првенства у фудбалу 2022.
Церемонија отварања Свјетског првенства у фудбалу 2022. одржана је у недељу, 20. новембра 2022. године, на стадиону Ел Бајт у Ел Хору, прије утакмице која је отворила првенство између домаћина Катара и Еквадора. На церемонији су наступили Морган Фриман и Ганима ел Муфта, као и јужнокорејски пјевач Јунгкук из групе BTS.

## Церемонија
Италијански креативни директор Марко Балич, који је раније радио на неколико церемонија отварања и затварања Олимпијских игара, сарађивао је са умјетничким директором Ахмедом ел Бејкером током организације.
Церемонија је имала доста симболичних назнака које изражавају добродошлицу, великодушност и гостопримство у арапској култури, као и савремене музичке, културне и визуелне наступе који су први пут коришћени на првенству, под украсом „шатора“ који представља Земљу, у поруци која позива свијет да се састане и уједини. Церемонијом, која је трајала око 30 минута, доминирале су арапске државе Персијског залива и арапског насљеђа.

### Панели
Церемонија је укључивала седам панела који су спојили катарску и међународну културу, показујући културу и вриједности земље, важност поштовања других и потребу да се промијени заблуда о арапском свијету.
Први панел, „Позив“, представљао је звук „Ел хун“, који је повезан са пријемом гостију. Током панела „Да се упознамо“, катарска јавна личност Ганим ел Муфта је почео разговор са америчким умјетником Морганом Фриманом, током којег је Ел Муфта рецитовао 13. стих суре Ел Хуџурат:
арап. 
 О људи, Ми смо вас, заиста, створили од мушког и женског и створили од вас народе и племена да бисте се међусобно познавали. Заиста, најплеменитији од вас у очима Аллаха [Бога] је најправеднији од вас.
позивајући на прихватање различитости и разноликости међу људским бићима, у оквиру мира и љубави.
Панел „Ритам нација” комбиновао је катарску музику са најпознатијим поклицима охрабрења за 32 репрезентације учеснице. Услиједио је панел „Фудбалска носталгија” који је окупио бивше званичне маскоте у част претходних земаља домаћина Свјетског првенства, а затим панел „Сањари” на коме су наступили члан корејског бенда BTS — Јунгкук, којем се касније придружио катарски умјетник Фахад ел Кубаиси.
Током панела „Коријени сна“ први пут је приказан архивски историјски филм, који приказује бившег емира шеика Хамада бин Калифу ел Танија како игра фудбал са групом својих пријатеља. Церемонија је завршена панелом „Овдје и сада” који се састојао од говора емира Државе Катар, шеика Тамима бин Хамада ел Танија, а завршена је појављивањем званичног логоа Свјетског првенства у фудбалу 2022. висине 15 метара у комбинацији са ватрометом.

## Познате личности
Церемонији отварања присуствовало је више страних политичара и званица, укључујући 17 шефова држава, влада и међународних организација.
- Предсједник Фифе — Ђани Инфантино и сви чланови савјета Фифе
- предсједник Међународног олимпијског комитета — Томас Бах
- Генерални секретар Уједињених нација — Антонио Гутерес
- генерални директор Свјетске здравствене организације — Тедрос Аданом Гебреисус
- Потпредсједник Европске комисије — Маргаритис Схинас[10]
- предсједник Алжира — Абелмаџид Тебун
- краљ Бахреина — Салман бин Хамад ел Калифа
- први министар Велса — Марк Дрејкфорд
- потпредсједник Венецуеле — Делси Родригез
- потпредсједник Еквадора — Алфредо Бореро
- предсједник Египта — Абдел Фатах ел Сиси
- потпредсједник Индије — Јагдип Данкар
- министар спорта Ирана — Хамид Саџади
- краљ Јордана — Абдулах II и престолонасљедник Хусеин
- краљ и краљица племена Зулу Јужноафричке Републике — Мисузулу Казвелитини и Нтокозо Мајисела Зулу[11]
- премијер Либана — Наџиб Микати
- предсједник Либерије – Џорџ Веа
- премијер Либије — Фати Башага
- Емир Катара — Тамим ибн Хамад ел Тани, бивши Емир Катара – Хамад ибн Халифа ел Тани и чланови катарске краљевске породице
- бивши предсједник Косова — Атифете Јахјага
- престолонасљедник Кувајта — Мишал ел Ахмад ел Џабер ел Сабах
- престолонасљедник министар спорта Омана — Тејазин бин Хајтам
- предсједник Палестине – Махмуд Абас
- предсједник Руанде — Пол Кагаме
- помоћник предсједника Русије — Игор Левитин
- престолонасљедник Саудијске Арабије — Мухамед ибн Салман
- предсједник Сенегала — Маки Сал
- бивши замјеник државног секретара Сједињених Америчких Држава — Кејт Крач
- предсједник Турске — Реџеп Тајип Ердоган
- премијер Уједињених Арапских Емирата — Мухамед ибн Рашид ел Мактум
- предсједник Џибутија — Исмаил Омар Геле